# Actinopeltis peristomalis
Actinopeltis peristomalis är en svampart som beskrevs av Höhn. 1907. Actinopeltis peristomalis ingår i släktet Actinopeltis och familjen Microthyriaceae.   Inga underarter finns listade i Catalogue of Life.